# Melaleuca strobophylla
Melaleuca strobophylla är en myrtenväxtart som beskrevs av Bryan Alwyn Barlow. Melaleuca strobophylla ingår i släktet Melaleuca och familjen myrtenväxter. Inga underarter finns listade i Catalogue of Life.